# 赤シャグマ
赤シャグマ（あかシャグマ）は、四国に伝わる妖怪。人家に住み着く赤い髪の子供のような妖怪で、座敷童子の仲間とする説もあり、座敷童子と同様、これが住み着いた家は栄え、いなくなると家が没落するともいう。
詳細な特徴や行動は、地方によって異なる。

## 地域別の伝承
- 愛媛県（伊予国）での例
  - 新居郡神戸村（現・西条市）などの町村の人家に住み着いていたとされる。夜に住人が寝静まった後で座敷で騒ぎ始め、台所にある食べ物を食べてしまう[1][3]。
  - 広見町（現・鬼北町）や宇和島市の伝承では小坊主（こぼうず）とも呼ばれており、山仕事に出かけた男が家に帰ってくると、薄暗い家の中、囲炉裏で数人の赤シャグマが暖をとっており、男の帰宅に気づいた赤シャグマたちは床下へと姿を消したという[4][5]。
  - 明治32年か33年頃、市ノ川鉱山にいた工学士の技師長が、新居郡の神戸村の丘に家を建てようとしたところ、そこの土地から多数の人骨や土器が発見された。周囲の人々が「あそこは墓地の跡だ」と噂する中、技師長は平気で工事を進め、やがて家が完成した。その完成後も「あの家には赤シャグマが出る」と噂が続いていた[6]。
- 徳島県（阿波国）での例
  - 夜になると仏壇の下から現れ、眠っている住人の足をくすぐるなどの悪戯を働く[5]。
  - かつて「化け物が出ると」と噂される古い一軒家があり、誰も住もうとしない中、ある老婆がその家を買って自宅とした。しかし夜になると噂通り赤シャグマが現れ、老婆をくすぐって悪戯した。老婆は結局、その家を立ち退いたという[7]。
- 香川県（讃岐国）での例
  - 徳島の例と同様に香川でも、赤シャグマは夜中に人の足をくすぐるといわれる[8]。また香川の赤シャグマ独自の特徴としては、家の中のみならず野外でも赤シャグマが現れるとする説があり、山中で大声を張り上げながら空を飛ぶともいう[9]。
  - 三好郡足代村のある家で、住人たちが夜寝た後、赤シャグマが現れて彼らをくすぐり、住人たちはすっかり疲れてしまった。翌日、その家の1人の男が畑仕事に出たところ、そこに赤シャグマが立っていた。それを見た男は、家へ駆け込むなり気絶してしまったという[8]。
  - 仲多度郡満濃町では、山中の赤シャグマに関する逸話もある。とある若者が仕事に雇われたものの、雇い主は若者を遊ばせておくだけで、若者は仕事がないことを不思議に思っていた。そんなある日、1人の村人が亡くなった。雇い主は墓をあばき、その屍を若者に運ばせて山へ行き、屍を餌にして赤シャグマをおびき寄せ、射止めたという[10]。